# Pocking
Pocking je město v německé spolkové zemi Bavorsko, v zemském okrese Pasov ve vládním obvodu Dolní Bavorsko. Město má 68 místních částí.
Žije zde přibližně 17 tisíc obyvatel.

## Sousední obce
Bad Füssing, Kirchham, Neuhaus am Inn, Rotthalmünster, Ruhstorf an der Rott, Tettenweis

## Historie
V oblasti, která se později stala Pockingem, byla již v 1. století založena římská osada v 6. století se zde usadili Bavoři. První doložená zmínka je z roku 820, kdy jakýsi Perthelm daroval svůj majetek „ad pochingas“ klášteru v Mondsee.
V roce 1879 získal Pocking železniční spojení, díky kterému vzkvétal obchod s dobytkem. Pocking se stal centrem chovu dobytka prostřednictvím svého dobytčího a později koňského trhu, což vedlo v roce 1908 k výstavbě vlastní aukční síně.
V době nacistického Německa byl v Pockingu pobočný tábor koncentračního tábora Flossenbürg.
Po skončení druhé světové války v roce 1945 byl na tábořišti zřízen tábor pro tzv. „odsunuté osoby“. S počtem až 7 645 osob v roce 1946 byl tábor v Pockingu po Bergen-Belsenu druhým největším takovým táborem v Německu; tábor byl uzavřen v únoru 1949.
2. října 1971 byl Pocking povýšen na město. V průběhu komunální reformy v Bavorsku byly do města začleněny také dosavadní obce Kühnham (1. dubna 1971), Indling a Hartkirchen (1. října 1971).

## Partnerské obce
- Metula, Izrael